# Teucholabis (Teucholabis) spica
Teucholabis (Teucholabis) spica is een tweevleugelige uit de familie steltmuggen (Limoniidae). De soort komt voor in het Neotropisch gebied.